# Mistrovství Velké Británie Shellsport Group 8 1976
Mistrovství Velké Británie Shellsport Group 8 bylo vypsané pro vozy Formule 1, Formule 5000, Formule 2 a Formule Atlantic. V prvním ročníku zvítězil David Purley, který měl jisté zkušenosti ze světového šampionátu F1. V jednom ze 13 závodů zvítězil i Alan Jones, budoucí mistr světa. V šampionátu uspěly i dvě ženy, pravidelně bodující Divina Gallica a Lella Lombardi.

## Pravidla
Boduje prvních 10 jezdců podle klíče:
- První - 20 bodů
- Druhý - 15 bodů
- Třetí - 12 bodů
- Čtvrtý - 10 bodů
- Pátý - 8 body
- Šestý - 6 body
- Sedmý – 4 body
- Osmý – 3 body
- Devátý – 2 body
- Desátý – 1 bod
- Další dva body získal jezdec za nejrychlejší kolo.

### Velké ceny
| Datum       | Grand Prix                        | Okruh             | Náhled | Vítěz         | Vůz           | Výsledky |
| ----------- | --------------------------------- | ----------------- | ------ | ------------- | ------------- | -------- |
| 21. březen  | Shellsport G8 - Mallory Park      | Mallory Park      |        | David Purley  | Chevron B30   | Výsledky |
| 28. březen  | Shellsport G8 - Snetterton        | Snetterton        |        | Damien Magee  | March 751     | Výsledky |
| 16. duben   | Shellsport G8 - Oulton Park       | Oulton Park       |        | Damien Magee  | March 751     | Výsledky |
| 19. duben   | Shellsport G8 - Brands Hatch Indy | Brands Hatch Indy |        | Alan Jones    | Lola T332     | Výsledky |
| 31. květen  | Shellsport G8 - Thruxton          | Thruxton          |        | David Purley  | Chevron B30   | Výsledky |
| 20. červen  | Shellsport G8 - Brands Hatch Indy | Brands Hatch Indy |        | David Purley  | Chevron B30   | Výsledky |
| 27. červen  | Shellsport G8 - Mallory Park      | Mallory Park      |        | David Purley  | Chevron B30   | Výsledky |
| 1. srpen    | Shellsport G8 - Snetterton        | Snetterton        |        | Ray Mallock   | March 742     | Výsledky |
| 30. srpen   | Shellsport G8 - Brands Hatch      | Brands Hatch      |        | David Purley  | Chevron B30   | Výsledky |
| 12. září    | Shellsport G8 - Thruxton          | Thruxton          |        | Brian Maguire | Williams FW04 | Výsledky |
| 18. září    | Shellsport G8 - Oulton Park       | Oulton Park       |        | Guy Edwards   | Brabham BT42  | Výsledky |
| 24. říjen   | Shellsport G8 - Brands Hatch      | Brands Hatch      |        | Keith Holland | Lola T400     | Výsledky |
| 7. listopad | Shellsport G8 - Brands Hatch Indy | Brands Hatch Indy |        | David Purley  | Chevron B30   | Výsledky |

## Konečné hodnocení Mistrovství Velké Británie
| *  | Jezdec            | Body | Vítězství | Podium | Pole |
| -- | ----------------- | ---- | --------- | ------ | ---- |
| 1  | David Purley      | 188  | 6         | 7      | 4    |
| 2  | Damien Magee      | 111  | 2         | 6      | 1    |
| 3  | Keith Holland     | 95   | 1         | 4      | 2    |
| 4  | Davina Galica     | 57   |           |        |      |
| 5  | Mike Wilds        | 51   |           | 2      |      |
| 6  | Richard Scott     | 45   |           | 3      |      |
| 7  | Val Musetti       | 43   |           | 2      |      |
| 8  | Brian Maguire     | 34   | 1         | 2      | 1    |
| 9  | Richard Robarts   | 30   |           | 2      |      |
| 10 | Guy Edwards       | 30   | 1         | 1      | 2    |
| 11 | Bill Gubelmann    | 27   |           | 1      |      |
| 12 | Brian Henton      | 27   |           |        |      |
| 13 | Derek Bell        | 27   |           | 1      |      |
| 14 | Emilio Villota    | 26   |           |        |      |
| 15 | Ray Mallock       | 26   | 1         | 1      |      |
| 16 | Alan Jones        | 24   | 1         | 1      | 1    |
| 17 | Eddie Cheever     | 22   |           | 1      | 1    |
| 18 | Tony Rouff        | 22   |           | 1      |      |
| 19 | John Nicholson    | 21   |           | 1      |      |
| 20 | Norman Dickson    | 18   |           |        |      |
| 21 | Bob Evans         | 15   |           | 1      |      |
| 22 | Andy Sutcliffe    | 14   |           |        |      |
| 23 | Jeremy Rossiter   | 12   |           |        |      |
| 24 | Dennis Leech      | 11   |           |        |      |
| 25 | John Cannon       | 10   |           |        | 1    |
| 26 | John Wingfield    | 10   |           |        |      |
| 27 | Jim Crawford      | 8    |           |        |      |
| 28 | Mikka Arpiainen   | 8    |           |        |      |
| 29 | Bernard de Dryver | 6    |           |        |      |
| 30 | Brian Robinson    | 6    |           |        |      |
| 31 | Hans Binder       | 6    |           |        |      |
| 32 | Alo Lawler        | 4    |           |        |      |
| 33 | Andy Barton       | 4    |           |        |      |
| 34 | Ian Grob          | 4    |           |        |      |
| 35 | Phil Dowsett      | 4    |           |        |      |
| 36 | Phil Sharpe       | 4    |           |        |      |
| 37 | Bob Muir          | 3    |           |        |      |
| 38 | Cyd Williams      | 3    |           |        |      |
| 39 | Jim Kelly         | 3    |           |        |      |
| 40 | John Calvert      | 3    |           |        |      |
| 41 | Ken Bailey        | 3    |           |        |      |
| 42 | Lella Lombardi    | 2    |           |        |      |
| 43 | Bob Howlings      | 1    |           |        |      |
| 44 | Ted Wentz         | 1    |           |        |      |